# Gönen
Gönen város az azonos nevű körzetben, Törökország északnyugati részén, Balıkesir tartományban, a Márvány-tengertől délre, a tengerszint feletti magassága 33 m.

## Történelem
Gönen ókori neve Aesepus volt (ógörög: Ασεψούς). Ez volt a neve annak a pataknak, amelyik közvetlenül a város központjában folyik, és északra az ókori római Aesepus-híd maradványai keresztezik. A kutatások azt mutatják, hogy a későbbi neve Artemea (ógörög: Αρτεμέα), Artemisz görög istennő nevéből származik. Az oszmán hódítást követően kapta a Gönen nevet. Az etimológiai forrása a névnek még mindig vitatott.
Evlija Cselebi is említi Szejáhatnáme (Utazások könyve) c. 10 kötetes munkájában.
1953. március 18-án 50 halálos áldozattal járó, a  Richter-skálán 7,5-ös magnitúdójú földrengés rázta meg (a Mercalli-skálán IX-es besorolású volt).

## Éghajlat, klíma, növényzet
Gönen éghajlatát a Földközi-tenger és a Márvány-tenger határozza meg alapvetően. A nyár meleg, a tél csapadékos. Az éves átlaghőmérséklet 13,9 °C, az éves átlagos csapadékmennyiség 657 mm. Az eddig mért legmagasabb hőmérséklet 42,7 °C volt 1977. augusztus 22-én. A legalacsonyabb hőmérséklet –10,1 °C volt, amit 1985. február 21-én jegyeztek fel.
A körzeten belül délnyugaton találhatók nagyobb erdős területek, elsősorban erdei fafajok: tölgy, gyertyán, ciprusifenyő, de juhar, éger, hárs és gesztenye is van.

## Gazdaság

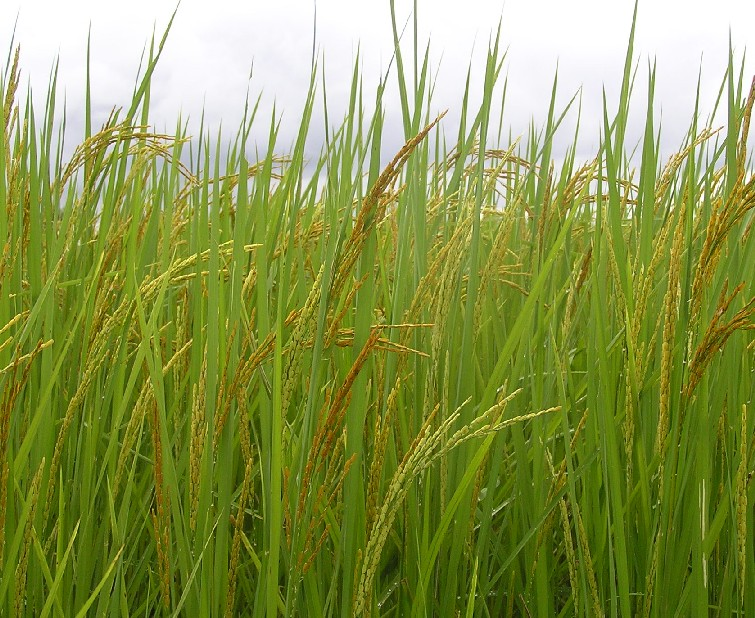
Rizs

Korábban a mezőgazdaság volt a meghatározó, de lassan az ipar és a gyógyfürdő-turizmus is kezd gazdaságilag megerősödni. Az előbbi főként a bőr- és az élelmiszeriparnak tudható be. Gönentől délre Sebepli falu környékén nagy mennyiségű lignit és szén található.
A termékeny síkságon zöldségeket, gabonaféléket, hüvelyeseket, ipari és takarmánynövényeket,  gyümölcsöket is termesztenek. A körzet híres még a rizstermesztésről is.

## Turizmus
Gönen és környéke régóta ismert gyógyvizéről, mely különösen reuma és ízületi betegségek gyógyítására alkalmas, ez adja a körzet turizmusának alapját.
A várostól délnyugatra fekvő Ekşidere falu mellett az Ilica hegyen (Dağ Ilıca) található táborozási lehetőség különösen nyáron népszerű. A fontosabb történelmi helyek közül még az Alacaoluk és Babayaka vára kínál idegenforgalmi látványosságot.
Ezenkívül az északra 20 km-re lévő ókori római Galamb-híd (Güvercinli Köprü) a Gönen folyó feletti (latin: Aesepus, török: Gönen Çayı) romjai érdemelnek említést.

## Közlekedés
Távolságok Gömeç településhez képest: Ayvalık 157 km, Burhaniye 128 km, Balıkesir 82 km, Bandırma 45 km, İzmir 257 km, Susurluk 66 km, messzire van.

## Demográfiai adatok
| év   | összesen | város | falu  |
| ---- | -------- | ----- | ----- |
| 1965 | 55982    | 11666 | 44316 |
| 1970 | 56586    | 13815 | 42771 |
| 1975 | 58858    | 16091 | 42767 |
| 1980 | 61811    | 18966 | 42845 |
| 1985 | 63562    | 22090 | 41472 |
| 1990 | 67599    | 26849 | 40750 |
| 2000 | 71804    | 36263 | 35541 |
| 2007 | 72920    | 41811 | 31109 |
| 2008 | 73005    | 42428 | 30577 |
| 2009 | 73170    | 42939 | 30231 |
| 2010 | 73407    | 43802 | 29605 |
| 2011 | 73637    | 44641 | 28996 |
| 2012 | 73325    | 45282 | 28043 |

## Fordítás
- Ez a szócikk részben vagy egészben  a   Gönen című török Wikipédia-szócikk fordításán alapul.  Az eredeti cikk szerkesztőit annak laptörténete sorolja fel. Ez a jelzés csupán a megfogalmazás eredetét és a szerzői jogokat jelzi, nem szolgál a cikkben szereplő információk forrásmegjelöléseként.